# Vasilovo, Loveci
Vasilovo (în bulgară Васильово) este un sat în comuna Teteven, regiunea Loveci,  Bulgaria. 

## Demografie
Componența etnică a satului Vasilovo
     Bulgari (99,63%)
     Nicio identificare (0,36%)
     Altele (0%)
La recensământul din 2011, populația satului Vasilovo era de 275 locuitori. Din punct de vedere etnic, majoritatea locuitorilor (99,63%) erau bulgari. Pentru 0,36% din locuitori nu este cunoscută apartenența etnică.